# Grand Prix-wegrace van Groot-Brittannië 1979
De Grand Prix-wegrace van Groot-Brittannië 1979 was de elfde race van het wereldkampioenschap wegrace-seizoen 1979. De races werden verreden op 12 augustus 1979 op het Silverstone circuit nabij Silverstone (Northamptonshire). In deze race werd de wereldtitel in de 250cc-klasse beslist.

## Algemeen
Terwijl sommige organisatoren er niet in slaagden vier klassen op één dag te laten rijden (in Zweden startten slechts vier klassen, maar de 250cc-race werd op zaterdag gereden), wisten de Britten een enorm programma van zeven races (zijspannen B2A, 350-, 125-, 250- en 500 cc, zijspannen B2B én een Formule 1-race) in iets meer dan een middag te proppen. Dit tot vreugde van het publiek, dat daardoor geen wedstrijden hoefde te missen.

### World Series of Motorcycle Racing
Tijdens de Britse Grand Prix presenteerden veertig beroepscoureurs een nieuwe organisatie én een nieuwe raceserie: de "World Series of Motorcycle Racing". De deelnemers zouden vanaf 1980 aan geen enkele door de FIM georganiseerde race deelnemen maar alleen starten in acht races met twee klassen: Formule 1 (500 cc) en Formule 2 (250 cc). Het prijzengeld werd door de coureurs vastgesteld.

### Honda NR 500

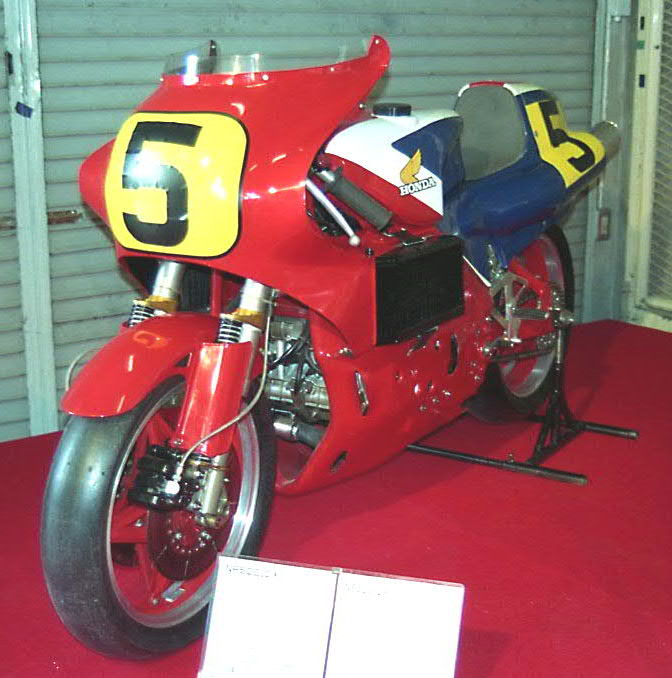
Het debuut van de Honda NR 500 in Silverstone werd niet meer dan een afgang

De Grand Prix stond praktisch in het teken van het debuut van de nieuwe Honda NR 500 met viertaktmotor. Het hele seizoen was er gespeculeerd over de motor en Soichiro Honda zat persoonlijk op de tribune om het debuut mee te maken. Testrijder Takazumi Katayama had al gemeld dat het echte debuut van de nieuwe Honda racer in 1980 zou zijn, maar dat men bij wijze van test in 1979 aan de Britse Grand Prix zou deelnemen. De letters "NR" stonden volgens de fabriek voor "New Racing". Al tijdens de trainingen waren er veel tegenslagen, zowel voor Katayama als voor zijn teamgenoot Mick Grant. Katayama kwalificeerde zich uiteindelijk als 39e, terwijl Grant zich niet eens wist te kwalificeren. Hij mocht starten omdat enkele rijders niet verschenen. De machines lekten olie en stuurden slecht en de acceleratie was ver beneden peil. De machines wilden niet aanslaan bij de duwstart en Grant viel al in de eerste bocht over zijn eigen olie. In de tweede ronde viel ook Suzuki-rijder Steve Parrish over dat oliespoor. Na de eerste ronde reed ook Katyama de pit in omdat het vermogen van zijn machine zeer teleurstellend was.

## 500 cc
De bezoekers in Silverstone die de 500cc-trainingen hadden gevolgd waren gewaarschuwd, maar anderen zaten vol verwachting het debuut van de Honda NR 500 af te wachten. De Honda's hadden nauwelijks kunnen trainen omdat ze voortdurend met problemen naar de pit moesten. Takazumi Katayama had zich als 39e gekwalificeerd en Mick Grant had zich zelfs helemaal niet gekwalificeerd (hij was vijfde reserve). Doordat een aantal rijders niet konden starten, waaronder Jack Middelburg die in de training zijn motorfiets had afgeschreven en een aantal blessures had opgelopen, kreeg Grant toch een start. Het werd een droevige vertoning: geen van beide Honda's wilde aanslaan en Grant moest zelfs twee keer aanduwen om vervolgens in de eerste ronde te vallen en zijn motorfiets in brand te zien vliegen. Katayama ging ook na enkele ronden de pit in. Ook Kenny Roberts had een probleem bij de start: na de opwarmronde zat zijn achterband vol olie uit de ontluchting van de versnellingsbak. Zijn monteurs wisten het ter plaatse op te lossen en Kenny moest het een paar ronden rustig aan doen tot zijn band weer schoon was. Toch zat hij meteen samen met Barry Sheene en Wil Hartog in de kopgroep. Hartog ging op kop, maar in de vierde ronde schoof Roberts even door naar de tweede plaats, maar Sheene pakte hem meteen terug. In de negende ronde passeerde Roberts opnieuw en in de elfde ronde ging hij voorbij Hartog. Ook Sheene ging Hartog voorbij en daarna ontstond een mooi duel tussen Roberts en Sheene, die elkaar aan de leiding afwisselden. Hartog was even achterop geraakt, maar reed het gat weer dicht. Roberts en Sheene gaven nog wat meer gas en uiteindelijk won Roberts met 0,03 seconde voorsprong na een alles-of-niets actie van Sheene, die zelfs door het gras probeerde te passeren.

### Uitslag van 500 cc
| Pos | Coureur            | Merk       | Tijd       | Punten |
| --- | ------------------ | ---------- | ---------- | ------ |
| 1   | Kenny Roberts      | Yamaha     | 42' 56" 72 | 15     |
| 2   | Barry Sheene       | Suzuki     | +0" 03     | 12     |
| 3   | Wil Hartog         | Suzuki     | +4" 97     | 10     |
| 4   | Virginio Ferrari   | Suzuki     | +35" 28    | 8      |
| 5   | Boet van Dulmen    | Suzuki     | +36" 82    | 6      |
| 6   | Christian Sarron   | Yamaha     | +40" 65    | 5      |
| 7   | Franco Uncini      | Suzuki     | +51" 09    | 4      |
| 8   | Philippe Coulon    | Suzuki     | +51" 25    | 3      |
| 9   | Marco Lucchinelli  | Suzuki     | +56" 79    | 2      |
| 10  | John Newbold       | Suzuki     | +1' 16" 49 | 1      |
| 11  | Carlo Perugini     | Suzuki     | +1' 18" 28 |        |
| 12  | Gianni Rolando     | Suzuki     | +1' 19" 91 |        |
| 13  | Peter Sjöström     | Suzuki     | +1 ronde   |        |
| 14  | Steve Ward         | Suzuki     | +1 ronde   |        |
| 15  | Keith Huewen       | Suzuki     | +1 ronde   |        |
| 16  | Max Wiener         | Suzuki     | +2 ronden  |        |
| 17  | George Fogarty     | Suzuki     | +2 ronden  |        |
| 18  | Henk de Vries      | Suzuki     | +2 ronden  |        |
| 19  | Corrado Tuzii      | Suzuki     | +2 ronden  |        |
| DNF | Randy Mamola       | Suzuki     |            |        |
| DNF | Dave Potter        | Suzuki     |            |        |
| DNF | Johnny Cecotto     | Yamaha     | banden     |        |
| DNF | Takazumi Katayama  | Honda      | motor      |        |
| DNF | Steve Parrish      | Suzuki     | val        |        |
| DNF | Michel Rougerie    | Suzuki     |            |        |
| DNF | John Woodley       | Suzuki     |            |        |
| DNF | Lennart Bäckström  | Suzuki     |            |        |
| DNF | Seppo Rossi        | Suzuki     |            |        |
| DNF | Ron Haslam         | Suzuki     |            |        |
| DNF | Giovanni Pelletier | Suzuki     |            |        |
| DNF | Alex George        | Suzuki     |            |        |
| DNF | Roberto Pietri     | Suzuki     |            |        |
| DNF | Gerhard Vogt       | Suzuki     |            |        |
| DNF | Josef Hage         | Suzuki     |            |        |
| DNF | Ikujiro Takai      | Suzuki     |            |        |
| DNF | Graham Wood        | Suzuki     |            |        |
| DNF | Rod Scivyer        | Suzuki     |            |        |
| DNF | Antonio García     | Suzuki     |            |        |
| DNF | Roger Marshall     | Suzuki     |            |        |
| DNF | Stan Woods         | Suzuki     |            |        |
| DNF | Gary Lingham       | Suzuki     |            |        |
| DNF | Graziano Rossi     | Morbidelli |            |        |
| DNF | Dennis Ireland     | Suzuki     |            |        |
| DNF | Mick Grant         | Honda      | val        |        |
| DNS | Jack Middelburg    | Suzuki     | blessure   |        |

## 350 cc
In Silverstone werd de 350cc-race aanvankelijk aangevoerd door Eric Saul, die ook poleposition had, en Graeme McGregor. Zij kwamen in een gevecht met Kork Ballington, Michel Frutschi en Gregg Hansford terecht. Patrick Fernandez, die aan de leiding van het kampioenschap stond, was toen al uitgevallen omdat de bevestiging van zijn stroomlijnkuip kapot was gegaan. Saul viel in de derde ronde uit en McGregor viel in de elfde ronde, toen Ballington hem begon aan te vallen. De strijd om de podiumplaatsen werd erg spannend. Ballington won uiteindelijk met ruim een seconde voorsprong op Hansford, die weer 0,3 seconde voor Jeffrey Sayle over de streep kwam. Ballington stond nu aan de leiding van het wereldkampioenschap, voor zijn teamgenoot Gregg Hansford en Fernandez stond slechts derde.

### Uitslag van 350 cc
| Pos | Coureur            | Merk             | Tijd           | Punten         |
| --- | ------------------ | ---------------- | -------------- | -------------- |
| 1   | Kork Ballington    | Kawasaki         | 38' 09" 91     | 15             |
| 2   | Gregg Hansford     | Kawasaki         | +1" 49         | 12             |
| 3   | Jeffrey Sayle      | Yamaha           | +1" 79         | 10             |
| 4   | Michel Frutschi    | Yamaha           | +9" 43         | 8              |
| 5   | Roland Freymond    | Yamaha           | +23" 34        | 6              |
| 6   | Michel Rougerie    | Bimota-Yamaha    | +23" 34        | 5              |
| 7   | Olivier Chevallier | Yamaha           | +36" 18        | 4              |
| 8   | Tony Head          | Yamaha           | +36" 18        | 3              |
| 9   | Alan North         | Yamaha           | +40" 80        | 2              |
| 10  | Jon Ekerold        | Yamaha           | +46" 20        | 1              |
| 11  | Klaas Hernamdt     | Yamaha           | +51" 95        |                |
| 12  | Sadao Asami        | Yamaha           | +52" 04        |                |
| 13  | Åke Grahn          | Yamaha           | +53" 59        |                |
| 14  | Graham Young       | Yamaha           | +54" 23        |                |
| 15  | Joey Dunlop        | Yamaha           | +1' 00" 54     |                |
| 16  | Eero Hyvärinen     | Yamaha           | +1' 00" 82     |                |
| 17  | Eddy Elias         | Yamaha           | +1' 05" 81     |                |
| 18  | Ian Richards       | Yamaha           | +1' 05" 95     |                |
| 19  | Steve Tonkin       | Yamaha           | +1' 06" 68     |                |
| 20  | Murray Sayle       | Yamaha           | +1' 23" 03     |                |
| 21  | Eduard Stöllinger  | Kawasaki         | +1 ronde       |                |
| 22  | Warren Willing     | Yamaha           | +1 ronde       |                |
| DNF | Eric Saul          | Adriatica-Yamaha |                |                |
| DNF | Graeme McGregor    | Yamaha           | val            |                |
| DNF | Patrick Pons       | Yamaha           |                |                |
| DNF | Barry Ditchburn    | Kawasaki         |                |                |
| DNF | Bengt Elgh         | Yamaha           |                |                |
| DNF | Didier de Radiguès | Yamaha           |                |                |
| DNF | Toni Mang          | Kawasaki         |                |                |
| DNF | Bernard Murray     | Yamaha           |                |                |
| DNF | Mike Crawford      | Yamaha           |                |                |
| DNF | Yoshimi Matsumoto  | Yamaha           |                |                |
| DNF | Pentti Korhonen    | Yamaha           |                |                |
| DNF | Olivier Liégeois   | Yamaha           |                |                |
| DNF | Vanes Francini     | Yamaha           |                |                |
| DNF | Peter Labuschagne  | Yamaha           |                |                |
| DNF | Pekka Nurmi        | Yamaha           |                |                |
| DNF | Patrick Fernandez  | Yamaha           | stroomlijnkuip | stroomlijnkuip |
| DNF | Christian Estrosi  | Kawasaki         |                |                |
| DNF | Etienne Geeraerdt  | Yamaha           |                |                |
| DNF | Barry Woodland     | Yamaha           |                |                |
| DNF | Gianfranco Bonera  | Yamaha           |                |                |

## 250 cc
Graziano Rossi nam in de 250cc-race in Silverstone de leiding en liep ongeveer 100 meter weg van een groep met Kork Ballington, Toni Mang, Randy Mamola, Sadao Asami, Roland Freymond en Graeme McGregor. Die vijf kwamen rondenlang steeds in wisselende volgorde over start/finish. Uiteindelijk kon Kork Ballington heel langzaam dichter bij Rossi komen, die in de laatste ronde te veel risico nam en viel. De achtervolgers bleven met elkaar in gevecht, met uitzondering van Asami, die door een gebroken krukas uitviel. Randy Mamola werd tweede, maar hij had slechts 0,14 seconde voorsprong op Toni Mang. Door de val van Rossi ging de wereldtitel automatisch naar Kork Ballington.

### Uitslag van 250 cc
| Pos | Coureur             | Merk       | Tijd            | Punten          |
| --- | ------------------- | ---------- | --------------- | --------------- |
| 1   | Kork Ballington     | Kawasaki   | 38' 58" 65      | 15              |
| 2   | Randy Mamola        | Yamaha     | +23" 82         | 12              |
| 3   | Toni Mang           | Kawasaki   | +23" 96         | 10              |
| 4   | Graeme McGregor     | Yamaha     | +24" 20         | 8               |
| 5   | Roland Freymond     | Yamaha     | +24" 51         | 6               |
| 6   | Olivier Chevallier  | Yamaha     | +47" 15         | 5               |
| 7   | Eduard Stöllinger   | Kawasaki   | +51" 93         | 4               |
| 8   | Patrick Fernandez   | Yamaha     | +1' 04" 79      | 3               |
| 9   | Christian Estrosi   | Kawasaki   | +1' 04" 89      | 2               |
| 10  | Tony Head           | Yamaha     | +1' 05" 15      | 1               |
| 11  | Eero Hyvärinen      | Yamaha     | +1' 06" 16      |                 |
| 12  | Eric Saul           | Adriatica  | +1' 12" 06      |                 |
| 13  | René Delaby         | Yamaha     | +1' 13" 71      |                 |
| 14  | Klaas Hernamdt      | Yamaha     | +1' 17" 81      |                 |
| 15  | Graham Young        | Yamaha     | +1' 17" 92      |                 |
| 16  | Alan North          | Yamaha     | +1 ronde        |                 |
| 17  | Steve Tonkin        | Yamaha     | +1 ronde        |                 |
| DNF | Graziano Rossi      | Morbidelli | val             |                 |
| DNF | Barry Ditchburn     | Kawasaki   |                 |                 |
| DNF | Barry Woodland      | Yamaha     |                 |                 |
| DNF | Greg Johnson        | Yamaha     |                 |                 |
| DNF | Åke Grahn           | Yamaha     |                 |                 |
| DNF | Jean-Marc Toffolo   | Armstrong  |                 |                 |
| DNF | Sadao Asami         | Yamaha     | krukas          |                 |
| DNF | Bernard Murray      | Yamaha     |                 |                 |
| DNF | Rini van Kasteren   | Yamaha     |                 |                 |
| DNF | Paolo Pileri        | Yamaha     |                 |                 |
| DNF | Jon Ekerold         | Yamaha     |                 |                 |
| DNF | Jean-François Baldé | Kawasaki   |                 |                 |
| DNF | Chas Mortimer       | Yamaha     |                 |                 |
| DNF | Gregg Hansford      | Kawasaki   | versnellingsbak | versnellingsbak |
| DNF | Ian Richards        | Yamaha     |                 |                 |
| DNF | Murray Sayle        | Yamaha     |                 |                 |
| DNF | Harald Bartol       | Yamaha     |                 |                 |
| DNF | Joey Dunlop         | Yamaha     |                 |                 |
| DNF | Hans Müller         | Yamaha     |                 |                 |
| DNF | Jeffrey Sayle       | Yamaha     |                 |                 |
| DNF | Josef Hage          | Yamaha     |                 |                 |
| DNF | Lennart Bäckström   | Yamaha     |                 |                 |
| DNF | Frank Steinhausen   | Yamaha     |                 |                 |
| DNF | Steve Wright        | Yamaha     |                 |                 |

## 125 cc
Ángel Nieto was nog niet fit na zijn val in de Grand Prix van Portugal, maar hij verveelde zich thuis en besloot toch maar in Engeland te starten. Voor de punten hoefde het niet: hij was al wereldkampioen 125 cc. Motobécane, dat door sponsorverplichtingen de machine van de geblesseerde Thierry Espié niet aan Michel Rougerie had kunnen geven, besloot dat ze nu naar Guy Bertin ging. Bertin had op privébasis ook al met een Motobécane gereden. Nieto en Bertin vormden samen met Gert Bender de kopgroep in de race en ze maakten er een mooi gevecht van, dat nipt (0,09 seconde) gewonnen werd door Nieto. Bender werd tweede, Bertin derde, maar binnen 0,12 seconde finishten ze alle drie.

### Uitslag van 125 cc
| Pos | Coureur                | Merk       | Tijd       | Punten |
| --- | ---------------------- | ---------- | ---------- | ------ |
| 1   | Ángel Nieto            | Minarelli  | 34' 44" 10 | 15     |
| 2   | Gert Bender            | Bender     | +0" 09     | 12     |
| 3   | Guy Bertin             | Motobécane | +0" 12     | 10     |
| 4   | Stefan Dörflinger      | Morbidelli | +4" 03     | 8      |
| 5   | Pier Paolo Bianchi     | Minarelli  | +6" 23     | 6      |
| 6   | Maurizio Massimiani    | MBA        | +8" 79     | 5      |
| 7   | Hans Müller            | MBA Elit   | +9" 24     | 4      |
| 8   | August Auinger         | Morbidelli | +9" 41     | 3      |
| 9   | Bruno Kneubühler       | MBA        | +16" 55    | 2      |
| 10  | Clive Horton           | Morbidelli | +18" 01    | 1      |
| 11  | Thierry Noblesse       | Morbidelli | +22" 49    |        |
| 12  | Ricardo Tormo          | Bultaco    | +28" 18    |        |
| 13  | Peter Looijesteijn     | MBA        | +28" 62    |        |
| 14  | Patrick Plisson        | Morbidelli | +30" 40    |        |
| 15  | Jean-Louis Guignabodet | Morbidelli | +52" 84    |        |
| 16  | Anton Straver          | Morbidelli | +52" 95    |        |
| 17  | Paul Bordes            | Morbidelli | +1' 08" 20 |        |
| 18  | Martin van Soest       | Morbidelli | +1' 08" 41 |        |
| 19  | Patrick Hérouard       | Morbidelli | +1' 08" 69 |        |
| 20  | Walter Rapolani        | Morbidelli | +1 ronde   |        |
| DNF | Harald Bartol          | Morbidelli |            |        |
| DNF | Stefan Jansen          | Morbidelli |            |        |
| DNF | Jack Machin            | Morbidelli |            |        |
| DNF | Rino Zuliani           | MBA        |            |        |
| DNF | Jean-François Lecureux | Morbidelli |            |        |
| DNF | Yves Dupont            | Morbidelli |            |        |
| DNF | Per-Edvard Carlsson    | MBA        |            |        |
| DNF | Walter Koschine        | Fantic     |            |        |
| DNF | Jan Huberts            | MBA        |            |        |
| DNF | Matti Kinnunen         | MBA        |            |        |
| DNF | Theo Timmer            | MBA        |            |        |
| DNF | Karl-Thomas Grässel    | MBA        |            |        |
| DNF | Barry Smith            | Morbidelli |            |        |
| DNF | François Granon        | Morbidelli |            |        |
| DNF | Marc-Anton Constantin  | Morbidelli |            |        |
| DNF | Pierluigi Aldrovandi   | MBA        |            |        |
| DNF | Jean-Claude Selini     | MBA        |            |        |
| DNF | Kees van de Ven        | MBA        |            |        |
| DNF | Ernst Fagerer          | Morbidelli |            |        |
| DNF | Rod Scivyer            | Morbidelli |            |        |

## Zijspanklasse B2A
De B2A-klasse opende de racedag in Silverstone. Derek Jones had de snelste trainingstijd en ook de snelste start. Na vijf ronden nam Rolf Biland de kop over. Halverwege de race nam Dick Greasley de tweede plaats over, maar in de laatste ronde gingen Jones/Johansson hem weer voorbij om als tweede te finishen, slechts 0,31 seconden voor Greasley. Omdat Rolf Steinhausen/Kenny Arthur slechts vijfde werden was de strijd om de wereldtitel nog niet beslist.

### Uitslag van zijspanklasse B2A
| Pos | Coureur           | Bakkenist            | Merk           | Tijd       | Punten |
| --- | ----------------- | -------------------- | -------------- | ---------- | ------ |
| 1   | Rolf Biland       | Kurt Waltisperg      | Schmid-Yamaha  | 33' 39" 47 | 15     |
| 2   | Jock Taylor       | Benga Johansson      | Windle-Yamaha  |            | 12     |
| 3   | Dick Greasley     | John Parkins         | Yamaha         |            | 10     |
| 4   | Werner Schwärzel  | Andreas Huber        | Yamaha         |            | 8      |
| 5   | Rolf Steinhausen  | Kenny Arthur         | KSA-Yamaha     |            | 6      |
| 6   | Walter Ohrmann    | Erich Schmitz        | Yamaha         |            | 5      |
| 7   | Siegfried Schauzu | Lorenzo Puzo         | Busch-Yamaha   |            | 4      |
| 8   | John Barker       | Nick Cutmore         | Yamaha         |            | 3      |
| 9   | Hermann Huber     | Bernhard Schappacher | Krauser-Yamaha |            | 2      |
| 10  | Kalevi Rahko      | Kari Laatikainen     | Yamaha         |            | 1      |
| DNQ | Cees Smit         | Charles Vroegop      | Seymaz-Yamaha  |            |        |

## Zijspanklasse B2B
De B2B-klasse kwam in Silverstone na de spectaculaire 500cc-race aan de start, toen het net begon te regenen. Rolf Biland viel al snel uit en er ontstond een gevecht tussen Bruno Holzer en Alain Michel, dat eindigde toen Holzer een pitstop maakte. Michel en zijn bakkenist bouwden een voorsprong op die groot genoeg was om zelf ook een bandenwissel door te voeren en alsnog met bijna een minuut verschil te winnen. Opmerkelijk was dat Heinz Luthringshauser aan de start kwam. Die was al in 1977 gestopt en had ook in 1978 één Grand Prix gereden. Heinz was het rijden nog niet verleerd: met bakkenist Karl Paul werd hij vierde.

### Uitslag van zijspanklasse B2B
| Pos | Coureur               | Bakkenist         | Merk          | Tijd       | Punten |
| --- | --------------------- | ----------------- | ------------- | ---------- | ------ |
| 1   | Alain Michel          | Michael Burkhard  | Seymaz-Yamaha | 37' 24" 57 | 15     |
| 2   | Bruno Holzer          | Karl Meierhans    | LCR-Yamaha    |            | 12     |
| 3   | Masato Kumano         | Isao Arifuku      | Yamaha        |            | 10     |
| 4   | Heinz Luthringshauser | Karl Paul         | Yamaha        |            | 8      |
| 5   | Yvan Trolliet         | Marc Petel        | Seymaz-Yamaha |            | 6      |
| 6   | Bernard Chabert       | Patrice Daire     | CB-Yamaha     |            | 5      |
| 7   | Cees Smit             | Charles Vroegop   | Seymaz-Yamaha |            | 4      |
| 8   | Klaus Sprengel        | Derek John Booth  | Suzuki        |            | 3      |
| 9   | Steve Sinnott         | John Horspole     | Yamaha        |            | 2      |
| 10  | Rudolf Reinhard       | Karin Sterzenbach | GEP-Yamaha    |            | 1      |
| DNF | Cees Smit             | Charles Vroegop   | Seymaz-Yamaha |            |        |
| DNF | Rolf Biland           | Kurt Waltisperg   | LCR-Yamaha    |            |        |

## Trivia
Ondanks het debacle met de Honda NR 500 was er toch een succesvol optreden van viertaktmotoren: Mike Hailwood en Giacomo Agostini reden voorafgaand aan de races een demonstratierondje met oude MV Agusta's.
1977 · 1978 · 1979 · 1980 · 1981 · 1982 · 1983 · 1984 · 1985 · 1986 · 1987 · 1988 · 1989 · 1990 · 1991 · 1992 · 1993 · 1994 · 1995 · 1996 · 1997 · 1998 · 1999 · 2000 · 2001 · 2002 · 2003 · 2004 · 2005 · 2006 · 2007 · 2008 · 2009 · 2010 · 2011 · 2012 · 2013 · 2014 · 2015 · 2016 · 2017 · 2018 · 2019 · 2021 · 2022 · 2023 · 2024 · 2025